# Personale della World Wonder Ring Stardom
Il personale della World Wonder Ring Stardom comprende atlete, personale dirigenziale e dietro le quinte.
La Stardom è sussidiaria della New Japan Pro-Wrestling, e intrattiene relazioni di partenariato con All Elite Wrestling, Ring of Honor, Revolution Pro Wrestling e Consejo Mundial de Lucha Libre.

## Personale

### Atlete

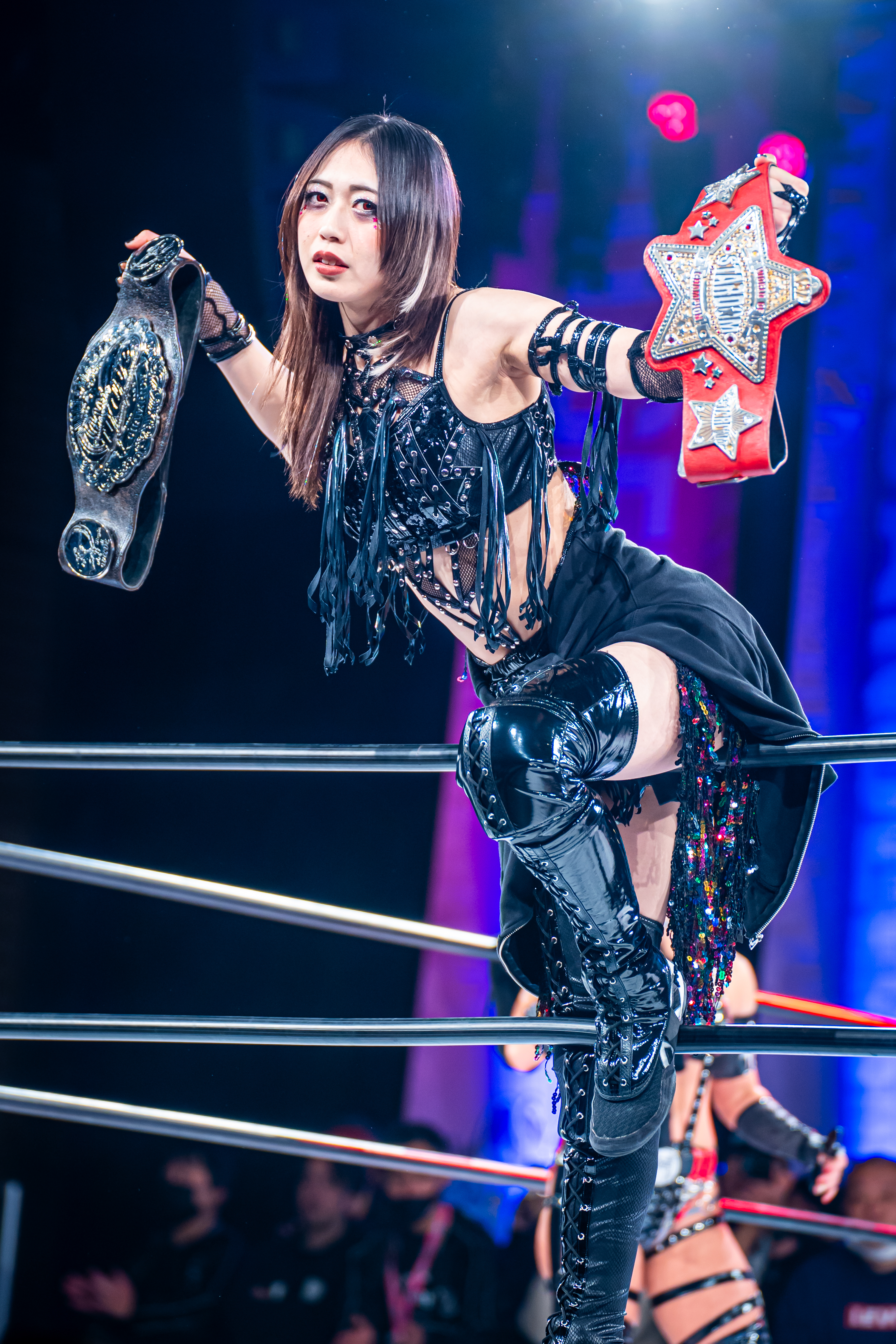
Saya Kamitani, World of Stardom Champion

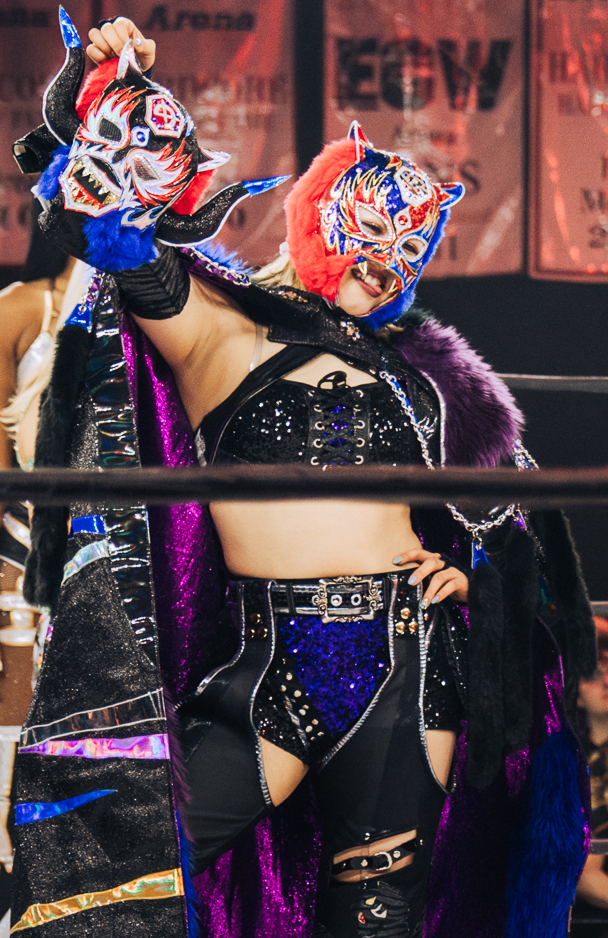
Starlight Kid, Wonder of Stardom Champion

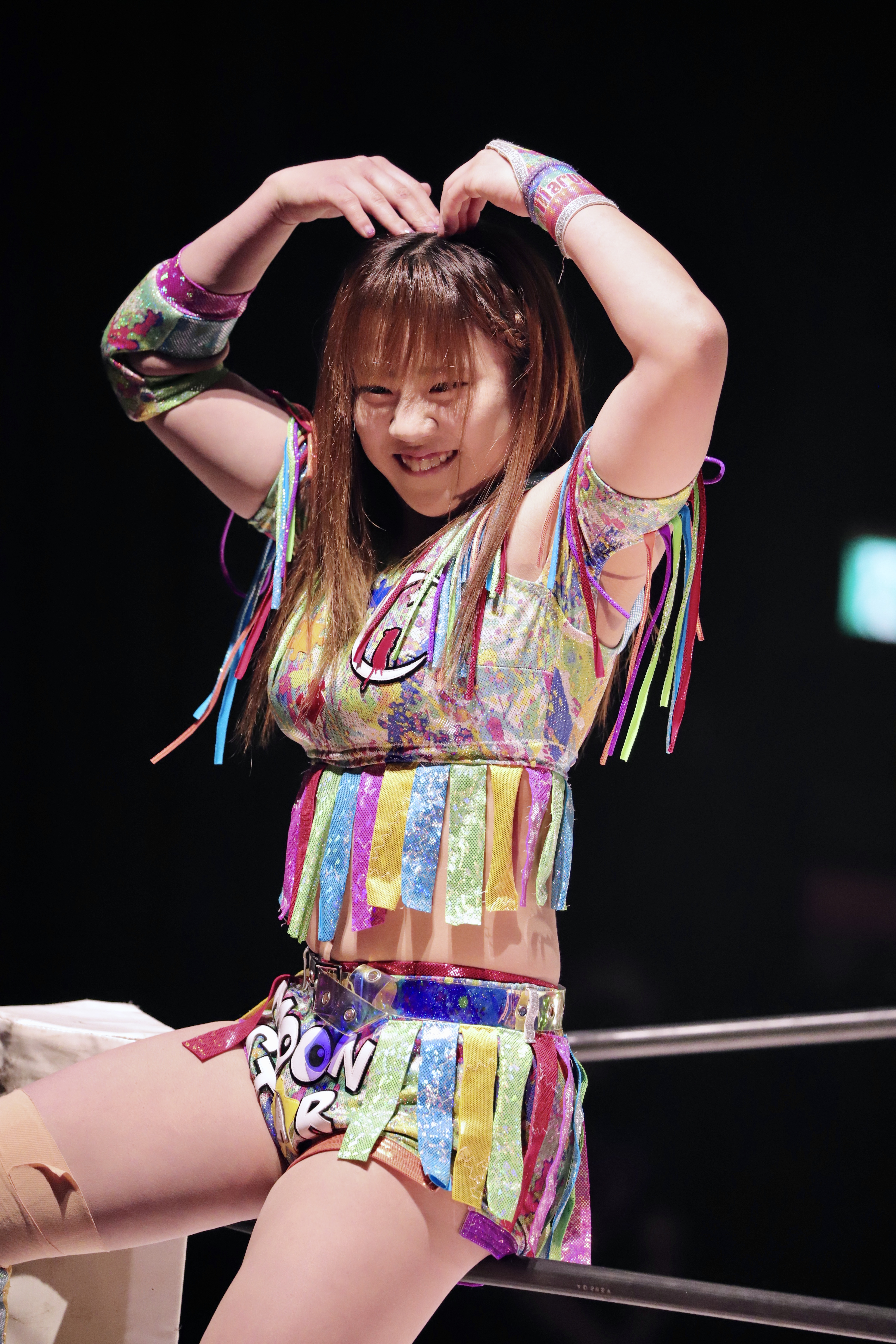
Mei Seira, High Speed Champion

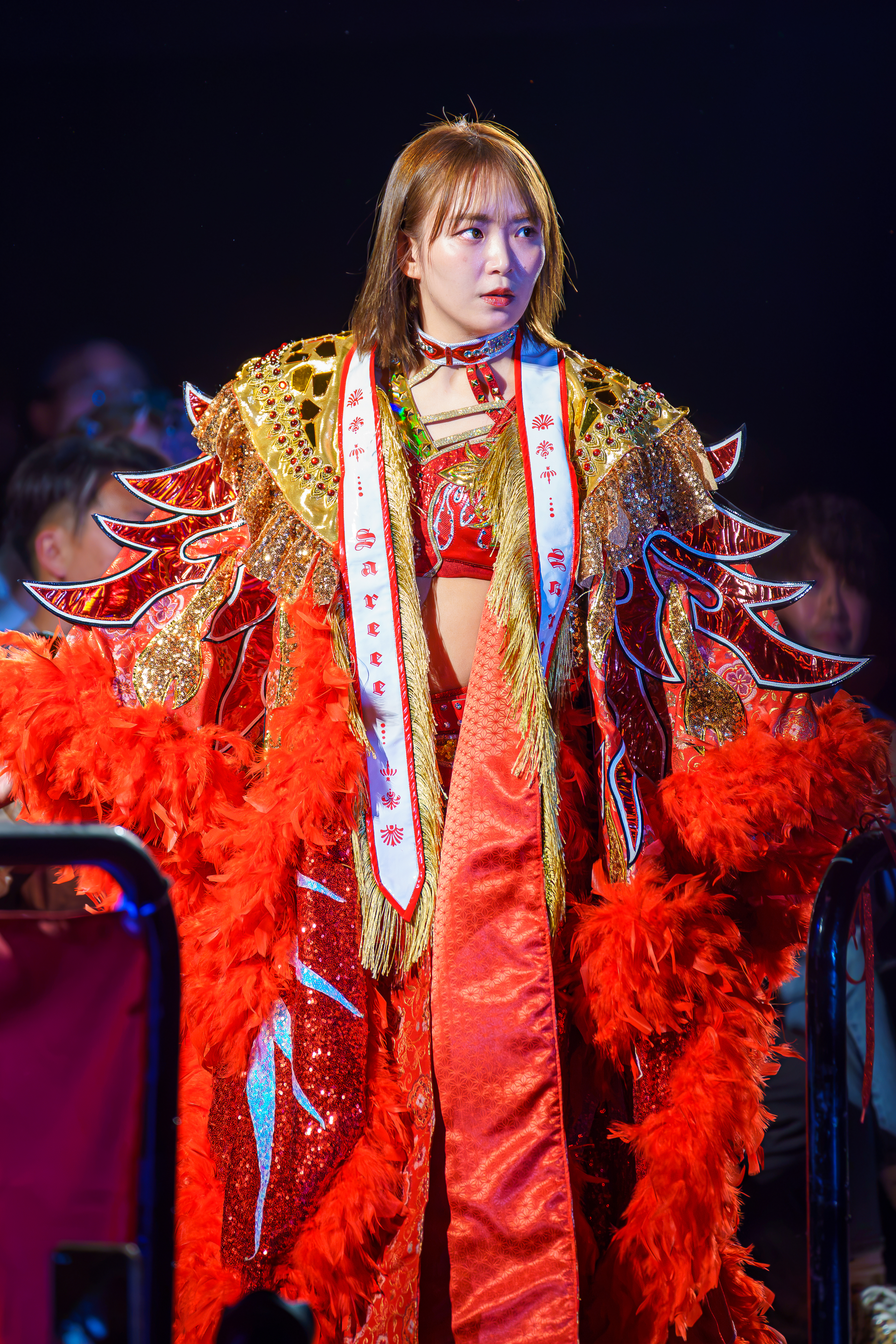
Sareee, IWGP Women's Champion

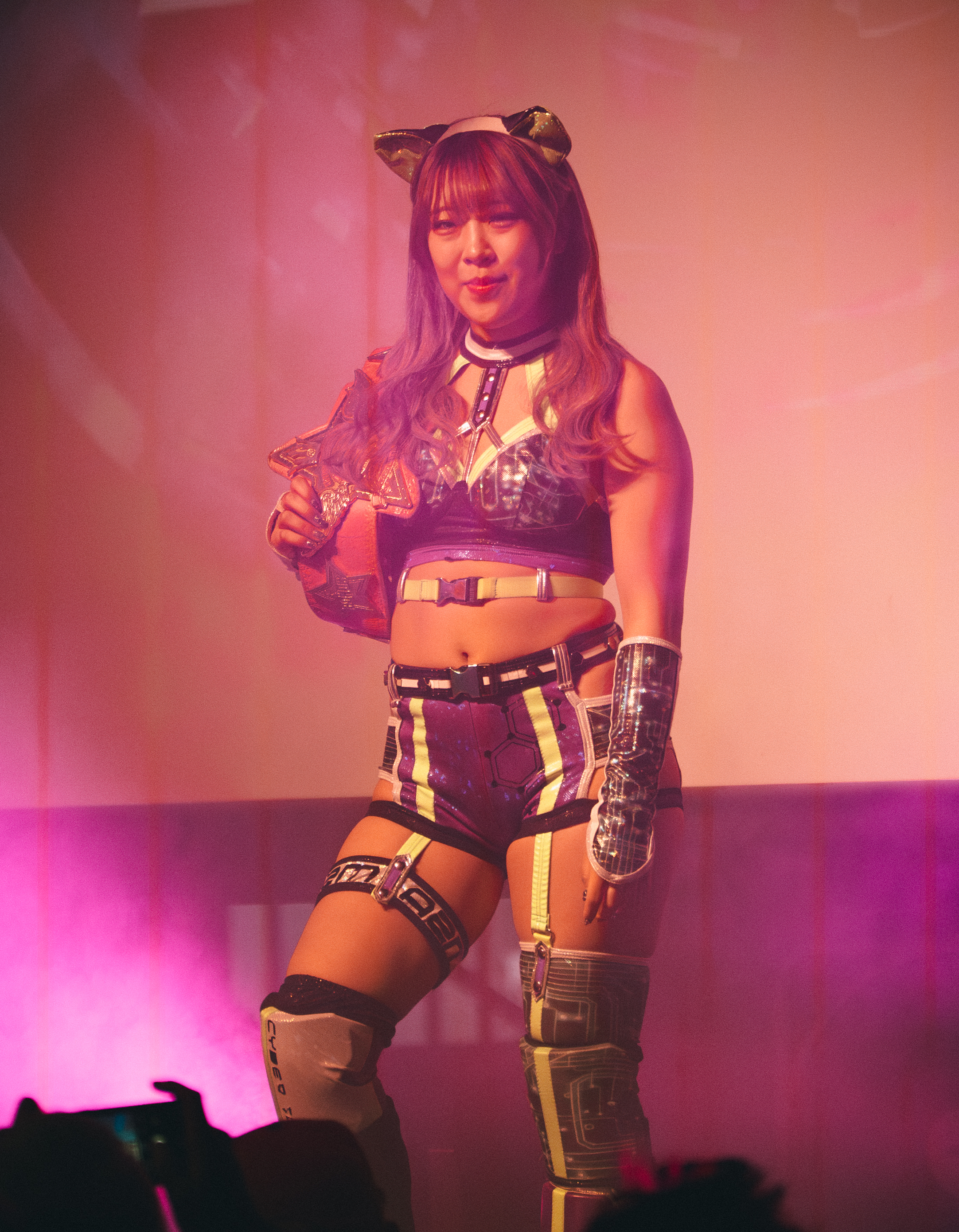
AZM, Strong Women's Champion

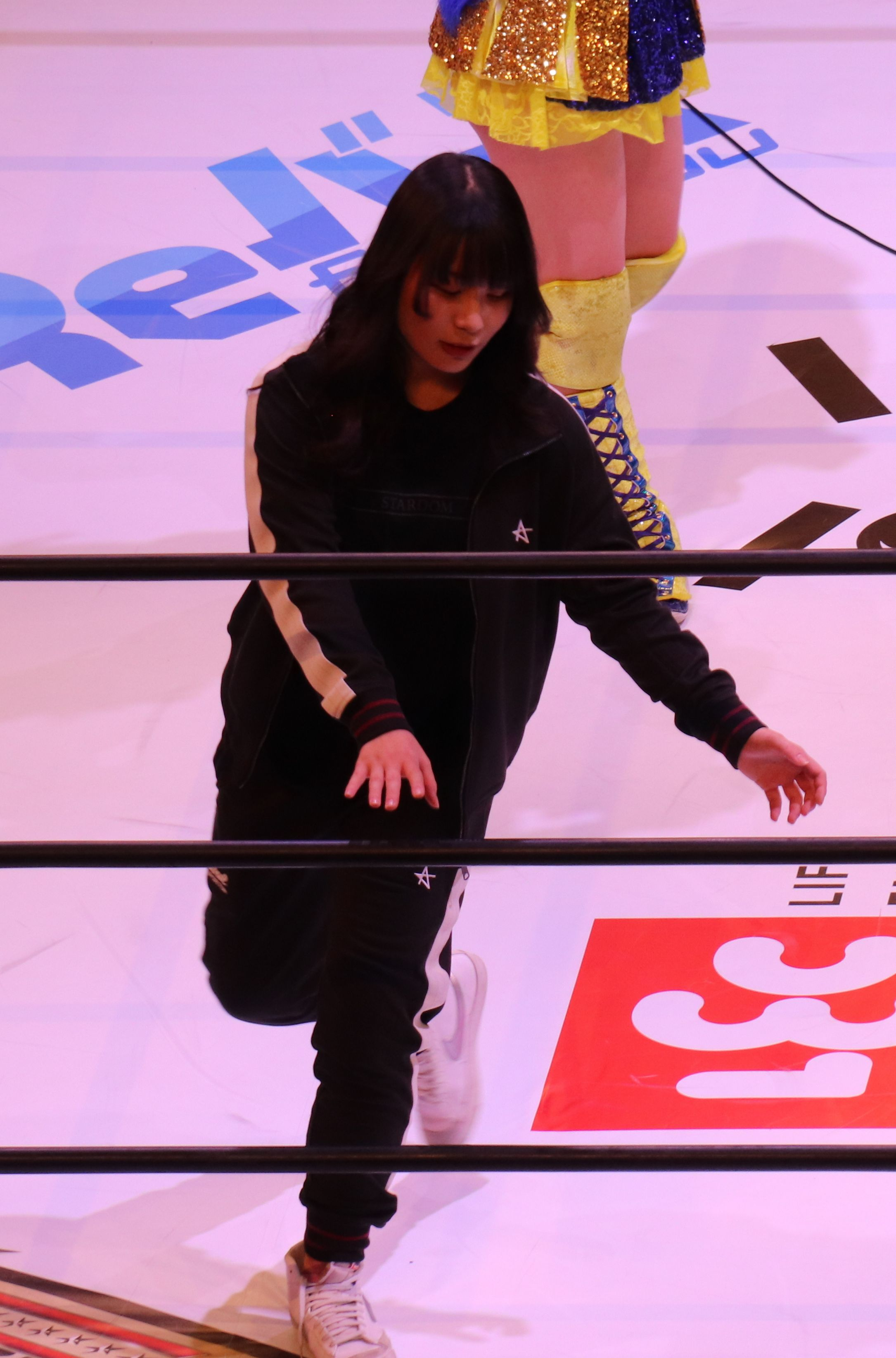
Hina, Future of Stardom Champion

| Ring name      | Nome reale         | Fazione             | Note                                                  |
| -------------- | ------------------ | ------------------- | ----------------------------------------------------- |
| Akira Kurogane | Akira Kurogane     | Mi Vida Loca        |                                                       |
| Ami Sohrei     | Ami Miura          | God's Eye           |                                                       |
| Anne Kanaya    |                    |                     |                                                       |
| Aya Sakura     | Aya Sakura         | Cosmic Angels       |                                                       |
| AZM            | Azumi Matsumoto    | Neo Genesis         | Artist of Stardom Champion Strong Women's Champion    |
| Azusa Inaba    | Azusa Inaba        | H.A.T.E.            | Freelancer                                            |
| Bea Priestley  | Beatrice Priestley |                     |                                                       |
| Bozilla        |                    | Mi Vida Loca        |                                                       |
| Ema Mashima    |                    |                     |                                                       |
| Fukigen Death  | Kaori Yoneyama     | H.A.T.E.            |                                                       |
| Hamabe         |                    |                     |                                                       |
| Hanako         | Hanako Ueda        | Empress Nexus Venus | New Blood Tag Team Champion                           |
| Hanan          |                    | Stars               |                                                       |
| Hazuki         | Reo Hazuki         |                     |                                                       |
| Hina           |                    | God's Eye           | Future of Stardom Champion                            |
| Itsuki Aoki    | Itsuki Aoki        | Mi Vida Loca        |                                                       |
| Kikyo Furusawa |                    |                     |                                                       |
| Koguma         |                    |                     |                                                       |
| Konami         | Konami Takemoto    | H.A.T.E.            |                                                       |
| Lady C         | Chie Nagatani      | God's Eye           |                                                       |
| Maika          |                    | Empress Nexus Venus |                                                       |
| Mei Seira      | Mei Hoshizuki      | Neo Genesis         | High Speed Champion                                   |
| Miyu Amasaki   | Miyu Matsuda       | Neo Genesis         | Artist of Stardom Champion                            |
| Momo Kohgo     | Shieru Wakana      | Stars               |                                                       |
| Momo Watanabe  | Momo Watanabe      | H.A.T.E.            |                                                       |
| Natsuko Tora   |                    | H.A.T.E.            | Goddess of Stardom Champion                           |
| Natsupoi       | Natsumi Maki       | Cosmic Angels       |                                                       |
| Ranna Yagami   |                    | God's Eye           |                                                       |
| Rian           |                    | Empress Nexus Venus |                                                       |
| Rina           |                    | H.A.T.E.            |                                                       |
| Rina Yamashita | Rina Yamashita     | Mi Vida Loca        |                                                       |
| Ruaka          |                    | H.A.T.E.            | Goddess of Stardom Champion                           |
| Saki Kashima   | Saki Kashima       | God's Eye           |                                                       |
| Saori Anou     | Saori Anou         | Cosmic Angels       |                                                       |
| Sareee         | Sari Fujimura      |                     | IWGP Women's Champion                                 |
| Saya Iida      |                    | Stars               |                                                       |
| Saya Kamitani  | Saya Kamitani      | H.A.T.E.            | World of Stardom Champion                             |
| Sayaka Kurara  |                    | Cosmic Angels       |                                                       |
| Starlight Kid  |                    | Neo Genesis         | Wonder of Stardom Champion Artist of Stardom Champion |
| Suzu Suzuki    | Suzu Suzuki        | Mi Vida Loca        |                                                       |
| Syuri          | Syuri Kondo        | God's Eye           |                                                       |
| Tomoka Inaba   |                    | God's Eye           | Freelancer                                            |
| Waka Tsukiyama |                    | Empress Nexus Venus | New Blood Tag Team Champion                           |
| Xena           | Xena Kacho         | Empress Nexus Venus |                                                       |
| Yuna Mizumori  |                    | Cosmic Angels       |                                                       |
| Yuria Hime     |                    |                     |                                                       |

### Staff
| Ring name       | Nome reale      | Note                       |
| --------------- | --------------- | -------------------------- |
| Barb Sasaki     | Sena Sasaki     | Arbitro                    |
| Daichi Murayama | Daichi Murayama | Arbitro                    |
| Takaaki Kidani  | Takaaki Kidani  | Presidente della Bushiroad |
| Taro Okada      | Taro Okada      | Presidente, CEO            |
| Yurie Kozakai   | Yurie Kozakai   | Annunciatrice              |
| Yuzuki Watase   | Yuzuki Watase   | Annunciatore               |